# أندريه سيلفا (لاعب كرة قدم مواليد 1980)
أندريه سيلفا (9 أبريل 1980 في البرازيل – )؛ هو لاعب كرة قدم سابق كان يلعب كلاعب وسط.

## وصلات خارجية
- أندريه سيلفا على موقع اتحاد تركيا (لاعب) (الإنجليزية)
- أندريه سيلفا على موقع قاعدة بيانات كرة القدم.إي يو (الإنجليزية)
- أندريه سيلفا على موقع Soccerway.com (الإنجليزية)
- أندريه سيلفا على موقع عالم كرة القدم.نت (الإنجليزية)